# Custos rotulorum dell'Hampshire
Quella che segue è una lista dei custos rotulorum dell'Hampshire.
- William Paulet, I marchese di Winchester prima del 1544 – dopo il 1558
- John Paulet, II marchese di Winchester prima del 1562–1576
- Sir Francis Walsingham prima del 1577–1590
- George Carey, II baronet Hunsdon prima del 1594–1603
- Henry Wriothesley, III conte di Southampton prima del 1605–1624
- Sir Henry Wallop 1624–1642
- Thomas Wriothesley, IV conte di Southampton 1642–1646, 1660–1667
- Joceline Percy, XI conte di Northumberland 1667–1670
- Charles Paulet, VI marchese di Winchester 1670–1676
- James Annesley, barone Annesley 1676–1681
- Edward Noel, I conte di Gainsborough 1681–1688
- James FitzJames, I duca di Berwick 1688

Dal 1688 la carica di custos rotulorum dell'Hampshire venne unita a quella di lord luogotenente dell'Hampshire.